# Аргус, Фин
Стеффан Фин Аргус (англ. Steffan Fin Argus; род. 1 сентября 1998, Дес-Плейнс, Иллинойс) — американский актёр, певец и модель.

## Биография
Аргус родились и выросли в Дес-Плейнс, штат Иллинойс. У них есть старшая сестра Сэди и младшая сестра Лейси. Они учились в средней школе Мэн-Уэст, а затем учились в Музыкальный колледж Беркли в Бостон.
Аргус начали играть в местных театральных постановках в молодом возрасте и были участником Kidz Bop. Они подписали контракт с Ford Models и смоделировали весенне-летнюю линию Yves Saint Laurent 2016 для Barneys New York. 
Они снялись в веб-сериале «Дорога». Аргус получили главную роль Зак Собич в музыкальной драме Disney+ «Облака». Они появились в сериале «Агенты «Щ.И.Т.»». как младшая версия Гордона, которого ранее играл Джейми Харрис.
Аргус гей и использует местоимения они/их. Они гендер-квир.

## Фильмография
- 2016–2017 — «Дорога»
- 2017 — «Одарённые»
- 2018−2019 — «Полное затмение»
- 2018 — «Этим летом»
- 2020 — «Агенты «Щ.И.Т.»»
- 2020 — «Облака»
- 2022 — «бодрствовать»
- 2022 — «Близкие друзья»
- 2023 — «Другие двое»

## Дискография
- 2016 — Make Me Cry
- 2017 — Lost at Sea
- 2022 — Exposure